# Islaz
Islaz é uma comuna romena localizada no distrito de Teleorman, na região de Muntênia. A comuna possui uma área de 96.41 km² e sua população era de 5857 habitantes segundo o censo de 2007.